# نودیجه
نودیجه، روستایی است از توابع استان گلستان در استان گلستان ایران. براساس سرشماری سال ۱۳۹۰جمعیت آن ۳٬۷۸۸ نفر (۱۰۹۷ خانوار) ذکر شده که از این تعداد ۱۸۲۶ نفر زن و ۱۹۶۲ نفر مرد بوده است، اما با احتساب تعداد بالاتر از ۱۵۰۰ نفری که از روستا مهاجرت کرده‌اند جمعیت نودیجه ای‌ها به بالاتر از ۵۰۰۰ نفر می‌رسد . مردم نودیجه به زبان مازندرانی صحبت می کنند.
روستای نودیجه دارای سه تپه تاریخی می‌باشد که عبارتند از:
۱ - حمام سرتپه مربوط به دوران پیش از تاریخ ایران باستان تا دوران‌های تاریخی پس از اسلام است، این اثر در تاریخ ۱۰ بهمن ۱۳۸۳ با شمارهٔ ثبت ۱۱۲۷۷ به‌عنوان یکی از آثار ملی ایران به ثبت رسیده است.
۲ - گنجان_تپه مربوط به دوران پیش از تاریخ ایران باستان تا دوران‌های تاریخی پس از اسلام است که در گویش محلی روستا به «گَشان تپه» معروف است، این اثر در تاریخ ۱۰ بهمن ۱۳۸۳ با شمارهٔ ثبت ۱۱۲۶۸ به‌عنوان یکی از آثار ملی ایران به ثبت رسیده است.
۳ - تپه_ترکمن_آیش، این اثر در تاریخ ۱۰ بهمن ۱۳۸۳ با شمارهٔ ثبت ۱۱۲۹۱ به‌عنوان یکی از آثار ملی ایران به ثبت رسیده است.
در دوره ناصرالدین شاه قاجار، نودیجه در تملک خاندان یانسری بوده چنان که در اسناد تاریخی موجود است در رجب سال ۱۳۱۰ ه. ق. ، روستای «نودیجه» که در تملک خاندان سردار رفیع یانسری بود، از پرداخت هر گونه مالیات معاف شد.